# Kids Return
Pour le groupe de musique, voir Kids Return (groupe).
Pour plus de détails, voir Fiche technique et Distribution.
Kids Return (キッズ・リターン) est un film japonais réalisé par Takeshi Kitano, sorti en 1996.

## Synopsis
Kids Return raconte l'histoire de deux jeunes, Masaru et Shinji,  qui font l'école buissonnière.
Ils entrent dans un club de boxe, et Shinji se révèle plus doué que son ami Masaru. Masaru finira par se faire une place dans le monde impitoyable des yakuzas, alors que Shinji veut devenir boxeur professionnel.

## Fiche technique
- Titre : Kids Return
- Titre original : キッズ・リターン
- Réalisation : Takeshi Kitano
- Scénario : Takeshi Kitano
- Musique : Joe Hisaishi
- Production : Yasushi TsugeTakio YoshidaMasayuki Mori (I) pour Bandai vision
- Pays d'origine : Japon
- Langue : japonais
- Format : Couleurs (CepaduLuxe) - 1,85:1 (Vistavision) - son Dolby 5.1 numérique -  35 mm
- Genre : drame
- Durée : 107 minutes (1h47)
- Date de sortie : 1996

## Distribution
- Masanobu Ando : Shinji
- Ken Kaneko : Masaru
- Ryo Ishibashi : le chef des yakuzas
- Atsuki Ueda : Reiko
- Yūko Daike